# یواس‌اس راجرز (تی‌بی-۴)
یواس‌اس راجرز (تی‌بی-۴) (به انگلیسی: USS Rodgers (TB-4)) یک کشتی بود که طول آن ۱۶۰ فوت (۴۹ متر) بود. این کشتی در سال ۱۸۹۶ ساخته شد.